# Neogampsocleis
Neogampsocleis is een geslacht van rechtvleugeligen uit de familie sabelsprinkhanen (Tettigoniidae). De wetenschappelijke naam van dit geslacht is voor het eerst geldig gepubliceerd in 1935 door Caudell.

## Soorten
Het geslacht Neogampsocleis  is monotypisch en omvat slechts de volgende soort:
- Neogampsocleis mokanshanensis (Caudell, 1921)